# Pachypleurosaurus
Pachypleurosaurus („ještěr s tlustými žebry“) byl rod vodního plaza ze skupiny Pachypleurosauria.

## Popis

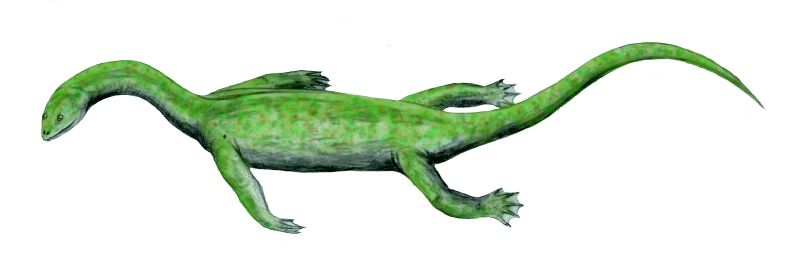
Rekonstrukce vzezření příbuzného rodu Keichousaurus.

Patřil mezi typické zástupce této skupiny – měl malou lebku, kterou chytal ryby, dlouhý krk, a úzké tělo. Na nohách měl plovací blány. Pohyboval se pomocí vlnivého pohybu těla do stran. Vodou se pohyboval velmi rychle, ale na souši, kam čas od času vylézal, byl poměrně neobratný. Byl dlouhý asi 40 cm a jeho fosilie byly objeveny v Itálii a ve Švýcarsku. Žil v období středního triasu (zhruba před 240 miliony let), stejně jako příbuzný rod Keichousaurus, plakodont rodu Placodus a nejstarší známí dinosauři.
Některé objevy dokazují, že pachypleurosauři se stávali obětí predačního tlaku ze strany tehdejších dravých vodních obratlovců.